# Hội đồng Quyền Anh Thế giới
Hội đồng Quyền Anh Thế giới (tên quốc tế: World Boxing Council; viết tắt: WBC) là một trong bốn tổ chức lớn chuyên tổ chức các trận đấu Quyền Anh chuyên nghiệp lớn nhất thế giới, cùng với Hiệp hội Quyền Anh Thế giới (WBA), Liên đoàn Quyền anh Quốc tế (IBF) và Tổ chức Quyền anh Thế giới (WBO). Nhiều trận đấu có chất lượng cao đã được WBC này tổ chức với nhiều võ sĩ Quyền Anh huyền thoại khác nhau đã được công nhận là nhà vô địch thế giới của WBC. Tất cả bốn tổ chức công nhận tính hợp pháp của nhau, được Đại sảnh Danh vọng Quyền Anh Quốc tế (IBHOF) công nhận, và mỗi tổ chức có lịch sử đan xen vào nhau từ nhiều thập kỷ.

## Lịch sử
WBC ban đầu được thành lập bởi 11 quốc gia: Hoa Kỳ, Puerto Rico, Argentina, Vương quốc Anh, Pháp, México, Philippines, Panama, Chile, Peru, Venezuela và Brazil. Các đại diện đã gặp nhau tại Mexico City vào ngày 14 tháng 2 năm 1963, theo lời mời của Adolfo López Mateos, khi đó là Tổng thống México, để thành lập một tổ chức quốc tế để thống nhất tất cả các ủy ban trên thế giới để kiểm soát việc mở rộng Quyền Anh.
Các nhóm tổ chức Quyền Anh trong lịch sử đã công nhận một số võ sĩ là nhà vô địch bao gồm Ủy ban Thể thao bang New York (NYSAC), Hiệp hội Quyền Anh Quốc gia (NBA) của Hoa Kỳ, Liên đoàn Quyền Anh châu Âu (EBU) và Ban kiểm soát Quyền Anh của Anh (BBBC); nhưng phần lớn, các nhóm này thiếu tình trạng quốc tế bao gồm tất cả những gì họ tuyên bố. Ngày nay, WBC có 161 quốc gia thành viên. Chủ tịch hiện tại của WBC là Mauricio Sulaimán. Cựu Chủ tịch bao gồm Luis Spota và Ramon G. Velázquez của México, Justiniano N. Montano Jr. của Philippines và Jose Sulaimán của México từ năm 1975 cho đến khi ông qua đời vào năm 2014.

### Chức vô địch
Chiếc đai vô địch màu xanh của WBC khắc họa lá cờ của tất cả 161 quốc gia thành viên của tổ chức. Tất cả các đai vô địch thế giới của WBC trông giống hệt nhau bất kể hạng cân nào; tuy nhiên, có những thay đổi nhỏ về thiết kế cho các tựa phim phụ và theo chủ đề khu vực trong cùng một hạng cân. WBC có 9 cơ quan quản lý khu vực liên kết,chẳng hạn như Liên đoàn Quyền Anh Bắc Mỹ (NABF), Liên đoàn Quyền Anh Phương Đông và Thái Bình Dương (OPBF), EBU và Hội đồng Quyền Anh Châu Phi (ABC). Mặc dù là đối thủ, mối quan hệ của WBC với các tổ chức Quyền Anh khác đã được cải thiện theo thời gian và thậm chí đã có những cuộc đàm phán về việc thống nhất với WBA. Những cuộc hợp nhất giữa WBC và các nhà vô địch của các tổ chức khác đang trở nên phổ biến hơn trong những năm gần đây. Trong suốt lịch sử của mình, WBC đã cho phép một số nhà vô địch của tổ chức của mình đấu tranh thống nhất với các nhà vô địch của các tổ chức khác, mặc dù đôi khi đã can thiệp để ngăn chặn những trận đấu như vậy. Trong nhiều năm, WBC cũng ngăn cản các nhà vô địch của tổ chức giữ đai WBO. Khi một nhà vô địch được WBO công nhận muốn chiến đấu cho chức vô địch WBC, võ sĩ đó phải từ bỏ danh hiệu WBO của mình trước mà không có bất kỳ cân nhắc đặc biệt nào. Tuy nhiên, điều này không còn tồn tại. Năm 1983, sau cái chết của Kim Duk-koo vì chấn thương trong trận đấu ở hiệp 14  với Ray Mancini, WBC đã thực hiện bước chưa từng có khi giảm quy định số hiệp đấu từ 15 vòng xuống còn 12, và các tổ chức khác cũng giảm tương tự vì sự an toàn của võ sĩ.
Trong số những người đã được WBC công nhận là nhà vô địch thế giới có các nhà vô địch bất bại và không thể tranh cãi Terence Crawford, Errol Spence Jr., Joe Calzaghe, Floyd Mayweather Jr., Roy Jones Jr., Wilfred Benítez, Wilfredo Gómez, Julio César Chávez, Muhammad Ali, Joe Frazier, Larry Holmes, Sugar Ray Leonard, Thomas Hearns, Mike Tyson, Salvador Sánchez, Héctor Camacho, Marvin Hagler, Carlos Monzón, Rodrigo Valdez, Roberto Durán, Juan Laporte, Félix Trinidad, Edwin Rosario, Bernard Hopkins, Alexis Argüello, Nigel Benn, Lennox Lewis, Vitali Klitschko, Érik Morales, Miguel Cotto, Manny Pacquiao, Canelo Álvarez, Tony Bellew, Mairis Briedis và Grigory Drozd.
Theo quyết định của mình bằng đa số phiếu 2/3 của hội đồng, WBC có thể chỉ định và công nhận một hoặc nhiều nhà vô địch thế giới, danh dự ở mỗi hạng cân. Sự công nhận như vậy là có tính quan trọng cao và chỉ được trao tặng cho các nhà vô địch thế giới WBC hiện tại hoặc trong quá khứ. Các võ sĩ đã giành được danh hiệu "Emeritus Championship" trong suốt sự nghiệp của họ: Lennox Lewis, Vitali Klitschko, Roy Jones Jr., Bernard Hopkins (danh dự), Mikkel Kessler, Sergio Martínez, Floyd Mayweather Jr., Kostya Tszyu, Manny Pacquiao, Danny García, Érik Morales, Toshiaki Nishioka, Vic Darchinyan, Édgar Sosa và Tony Bellew. Trong Đại hội lần thứ 51 của WBC tại Bangkok, Thái Lan, Floyd Mayweather Jr đã được vinh danh là "Supreme Champion", một danh hiệu chưa ai từng đạt được.

### Giải Silver
Năm 2010, WBC đã tạo ra "Silver Championship", nhằm thay thế cho các danh hiệu vô địch tạm thời. Justin Savi là võ sĩ đầu tiên giành danh hiệu này sau khi đánh bại Cyril Thomas vào ngày 16 tháng 4 năm 2010. Không giống như người tiền nhiệm của đai tạm thời, một võ sĩ đang giữ danh hiệu Silver không thể tự động thừa kế một danh hiệu thế giới đầy đủ mà nhà vô địch bỏ trống. WBC tiếp tục công nhận Nhà vô địch Silver tạm thời và Nhà vô địch Silver cũng như Silver tạm thời. Một năm sau, 2011, WBC giới thiệu phiên bản Silver cho các đai quốc tế của mình. Tính đến năm 2020, có các danh hiệu Silver của võ sĩ nữ, danh hiệu võ sĩ trẻ, danh hiệu USNBC, danh hiệu Latino và cả danh hiệu FECARBOX.

### Giải Diamond
Vào tháng 9 năm 2009, WBC đã tạo ra chiếc đai "Diamond Championship" mới của mình. Chiếc đai này được tạo ra như một chức vô địch danh dự dành riêng để trao giải cho người chiến thắng trong trận đấu lịch sử giữa hai võ sĩ đẳng cấp và ưu tú. Chiếc đai Diamond đầu tiên được trao vào ngày 14 tháng 11 năm 2009 cho Manny Pacquiao, người đã giành được danh hiệu thế giới thứ 7 (ở bảy hạng đấu khác nhau) thông qua chiến thắng ở hiệp 12 (TKO) trước Miguel Cotto tại hạng bán trung ở Las Vegas, Nevada, Hoa Kỳ. Những người nắm giữ danh hiệu này bao gồm Mairis Briedis (hạng bán nặng), Bernard Hopkins (hạng dưới nặng), Callum Smith (hạng siêu trung), Sergio Martínez và Canelo Álvarez (hạng trung), Floyd Mayweather Jr. (hạng siêu bán trung), Errol Spence Jr. (hạng bán trung, Regis Prograis và Josh Taylor (hạng siêu nhẹ), Nonito Donaire (hạng siêu gà và hạng gà), Léo Santa Cruz (hạng lông), Jean Pascal và Sergey Kovalev (hạng dưới nặng), Mikey Garcia (hạng nhẹ và hạng siêu nhẹ), Jorge Linares (hạng nhẹ) và Alexander Povetkin (hạng nặng). Các nhà vô địch Diamond nữ bao gồm Claressa Shields (hạng trung), Amanda Serrano (hạng siêu gà), Ana María Torres (hạng gà), Raja Amasheh (hạng siêu ruồi), Ava Knight và Jessica Chávez (hạng ruồi). Mặc dù danh hiệu này có thể được bảo vệ, nhưng nó không phải là một yêu cầu bắt buộc. Danh hiệu cũng có thể bị bỏ trống trong trường hợp võ sĩ vắng mặt dài hạn hoặc nghỉ thi đấu Quyền Anh.

### Giải Franchise
Vào năm 2019, Giải vô địch nhượng quyền thương mại WBC được giới thiệu như một danh hiệu danh dự được trao cho các nhà vô địch thống nhất đã đại diện cho WBC và là một danh hiệu, địa vị đặc biệt mà WBC có thể vinh danh cho Nhà vô địch thế giới WBC hiện tại, người cũng là một võ sĩ Quyền Anh ưu tú, hàng đầu trong thể thao. Vào tháng 6, WBC đã xác nhận nhà vô địch WBC Franchise đầu tiên Saul 'Canelo' Alvarez là võ sĩ Quyền Anh hạng trung đầu tiên đăng quang ngôi vô địch Franchise, người đã đại diện cho WBC 11 năm với nhiều chiến thắng bảo vệ đai. Cuối năm đó, vào ngày 23 tháng 10 năm 2019, Vasyl 'Hi Tech' Lomachenko được vinh danh là nhà vô địch WBC Franchise lần thứ hai và là người đầu tiên ở hạng nhẹ. Năm sau vào ngày 17 tháng 10 năm 2020, Vasyl Lomachenko tiếp tục và để mất đai WBC Franchise vào tay võ sĩ bất bại Teófimo López, sau đó López đăng quang trở thành võ sĩ Quyền Anh thứ ba và là nhà vô địch hạng nhẹ WBC thứ hai. Chỉ vài tháng sau, Juan Francisco Estrada được vinh danh là nhà vô địch WBC Franchise lần thứ tư, và là nhà vô địch hạng siêu ruồi đầu tiên được xướng tên.

### Giải Eternal
WBC Eternal Championship là một danh hiệu danh dự được trao cho những nhà vô địch thống nhất chưa từng để mất một danh hiệu thế giới và đã nghỉ hưu bất bại trong khi có một số lần bảo vệ danh hiệu thành công. Jiselle Salandy đã được trao danh hiệu Eternal khi cô bảo vệ danh hiệu hạng siêu bán trung nữ WBC năm lần trước khi qua đời vào ngày 4 tháng 1 năm 2009. Vào ngày 12 tháng 12 năm 2016, Vitali Klitschko được công nhận là Nhà vô địch Eternal, vì ông đã có 10 lần bảo vệ thành công danh hiệu WBC hạng nặng trong sự nghiệp của mình trước khi giải nghệ vào năm 2013 và chưa bao giờ bị hạ gục trong suốt sự nghiệp của mình.

### Đai kỷ niệm
WBC cũng trao các đai kỷ niệm cho một số võ sĩ như là những danh hiệu chiến thắng trong các trận đấu lịch sử hoặc các trận đấu công chúng. Những võ sĩ được trao đai kỷ niệm chương là:
- 24K Gold — Floyd Mayweather Jr. (14 tháng 9, 2013);[7]
- Emerald — Floyd Mayweather Jr. (2 tháng 5, 2015);[8]
- Onyx — Joe Smith Jr. (17 tháng 12, 2016);[9]
- Huichol I — Canelo Álvarez (6 tháng 5, 2017);
- Money — Floyd Mayweather Jr. (26 tháng 8, 2017);[10]
- Huichol II — Gennady Golovkin (16 tháng 9, 2017);[11]
- Chiapaneco I — Gennady Golovkin (5 tháng 5, 2018);
- Chiapaneco II — Canelo Álvarez (15 tháng 9, 2018);
- Maya I — Canelo Álvarez (4 tháng 5, 2019);
- Maya II — Tyson Fury (14 tháng 9, 2019);
- Mazahua — Heroes of Humanity (5 tháng 5, 2020);
- Otomi — Julio César Chávez (25 tháng 9, 2020);
- Frontline Battle — Mike Tyson and Roy Jones Jr. (28 tháng 11, 2020);[12]
- Health Care Hero — Errol Spence Jr. (5 tháng 12, 2020);[13]
- Mestizo — Canelo Álvarez (8 tháng 5, 2021);
- Freedom — Jermall Charlo (19 tháng 6, 2021);[14]
- Crypto — RookieXBT (16 tháng 10, 2021);[15]

## Các nhà vô địch WBC thế giới
Tính đến 27 tháng 10 năm 2021.

### Nam
| Hạng cân            | Nhà vô địch                 | Từ         | Ngày | Thành tích |
| ------------------- | --------------------------- | ---------- | ---- | ---------- |
| Hạng rơm            | Panya Pradabsri             | 27/11/2020 | 1561 | 36–1       |
| Hạng ruồi nhẹ       | Masamichi Yabuki            | 22/9/2021  | 1262 | 13–3       |
| Hạng ruồi           | Julio César Martinez        | 20/12/2019 | 1904 | 18–1–0–1   |
| Hạng ruồi           | McWilliams Arroyo (interim) | 27/2/2021  | 1469 | 21–4       |
| Hạng siêu ruồi      | Juan Francisco Estrada      | 13/3/2021  | 1455 | 42–3       |
| Hạng gà             | Nonito Donaire              | 29/5/2021  | 1378 | 41–6       |
| Hạng gà             | Reymart Gaballo (interim)   | 19/12/2020 | 1575 | 24–0       |
| Hạng siêu gà        | Brandon Figueroa            | 15/5/2021  | 1392 | 22–0–1     |
| Hạng siêu gà        | Rey Vargas (in recess)      | 13/8/2020  | 1667 | 34–0       |
| Hạng lông           | Gary Allen Russell Jr.      | 28/3/2015  | 3632 | 31–1       |
| Hạng siêu lông      | Óscar Valdez                | 20/2/2021  | 1476 | 29–0       |
| Hạng nhẹ            | Devin Haney                 | 13/12/2019 | 1911 | 26–0       |
| Hạng nhẹ            | Joseph Diaz (interim)       | 9/7/2021   | 1337 | 32–1–1     |
| Hạng siêu nhẹ       | Josh Taylor                 | 22/5/2021  | 1385 | 18–0       |
| Hạng bán trung      | Errol Spence Jr.            | 28/9/2019  | 1987 | 27–0       |
| Hạng siêu bán trung | Jermell Charlo              | 21/12/2019 | 1902 | 34–1–1     |
| Hạng trung          | Jermall Charlo              | 26/6/2019  | 2081 | 32–0       |
| Hạng siêu trung     | Canelo Álvarez              | 19/12/2020 | 1539 | 56–1–2     |
| Hạng dưới nặng      | Artur Beterbiev             | 18/10/2019 | 1967 | 16–0       |
| Hạng bán nặng       | Ilunga Makabu               | 31/1/2020  | 1862 | 28–2       |
| Hạng Bridger        | Óscar Rivas                 | 22/10/2021 | 1232 | 28–1       |
| Hạng nặng           | Tyson Fury                  | 22/2/2020  | 1840 | 31–0–1     |
| Hạng nặng           | Dillian Whyte (interim)     | 27/3/2021  | 1441 | 28–2       |

### Nữ
| Hạng cân                      | Nhà vô địch                    | Từ         | Ngày | Thành tích |
| ----------------------------- | ------------------------------ | ---------- | ---- | ---------- |
| Hạng dưới rơm (102 lbs)       | Fabiana Bytyqi                 | 22/9/2018  | 2358 | 16–0–1     |
| Hạng dưới rơm (102 lbs)       | Louisa Hawton (interim)        | 1/12/2019  | 1923 | 10–2       |
| Hạng rơm (105 lbs)            | Tina Rupprecht                 | 30/9/2018  | 2350 | 10–0–1     |
| Hạng ruồi nhẹ (108 lbs)       | Yesenia Gómez                  | 22/12/2018 | 2358 | 18–5–3–1   |
| Hạng ruồi nhẹ (108 lbs)       | Kenia Enriquez (interim)       | 27/5/2017  | 2841 | 23–1       |
| Hạng ruồi (112 lbs)           | Marlen Esparza                 | 19/6/2021  | 1357 | 10–1       |
| Hạng siêu ruồi (115 lbs)      | Lourdes Juárez                 | 12/12/2020 | 1546 | 32–2–0–1   |
| Hạng siêu ruồi (115 lbs)      | Sonia Osorio (interim)         | 26/10/2019 | 1959 | 14–7–1–3   |
| Hạng gà (118 lbs)             | Yulihan Luna                   | 31/10/2020 | 1588 | 20–3–1     |
| Hạng gà (118 lbs)             | Tatyana Zrazhevskaya (interim) | 27/3/2021  | 1441 | 11–0       |
| Hạng siêu gà (122 lbs)        | Yamileth Mercado               | 16/11/2019 | 1938 | 16–2       |
| Hạng siêu gà (122 lbs)        | Rachel Ball (interim)          | 14/11/2020 | 1574 | 7–1        |
| Hạng lông (126 lbs)           | Amanda Serrano                 | 4/2/2021   | 1492 | 40–1–1     |
| Hạng siêu lông (130 lbs)      | Terri Harper                   | 8/2/2020   | 1854 | 11–0–1     |
| Hạng nhẹ (135 lbs)            | Katie Taylor                   | 1/6/2019   | 2106 | 18–0       |
| Hạng siêu nhẹ (140 lbs)       | Chantelle Cameron              | 4/10/2020  | 1615 | 14–0       |
| Hạng bán trung (147 lbs)      | Jessica McCaskill              | 15/8/2020  | 1665 | 10–2       |
| Hạng siêu bán trung (154 lbs) | Claressa Shields               | 10/1/2020  | 1883 | 11–0       |
| Hạng trung (160 lbs)          | Claressa Shields               | 17/11/2018 | 2302 | 11–0       |
| Hạng trung (160 lbs)          | Ema Kozin (interim)            | 17/10/2020 | 1602 | 20–0–1     |
| Hạng siêu trung (168 lbs)     | Franchon Crews Dezurn          | 13/9/2018  | 2367 | 7–1–0–1    |
| Hạng nặng (168+ lbs)          | Trống                          |            |      |            |